# Thorikosz Színház

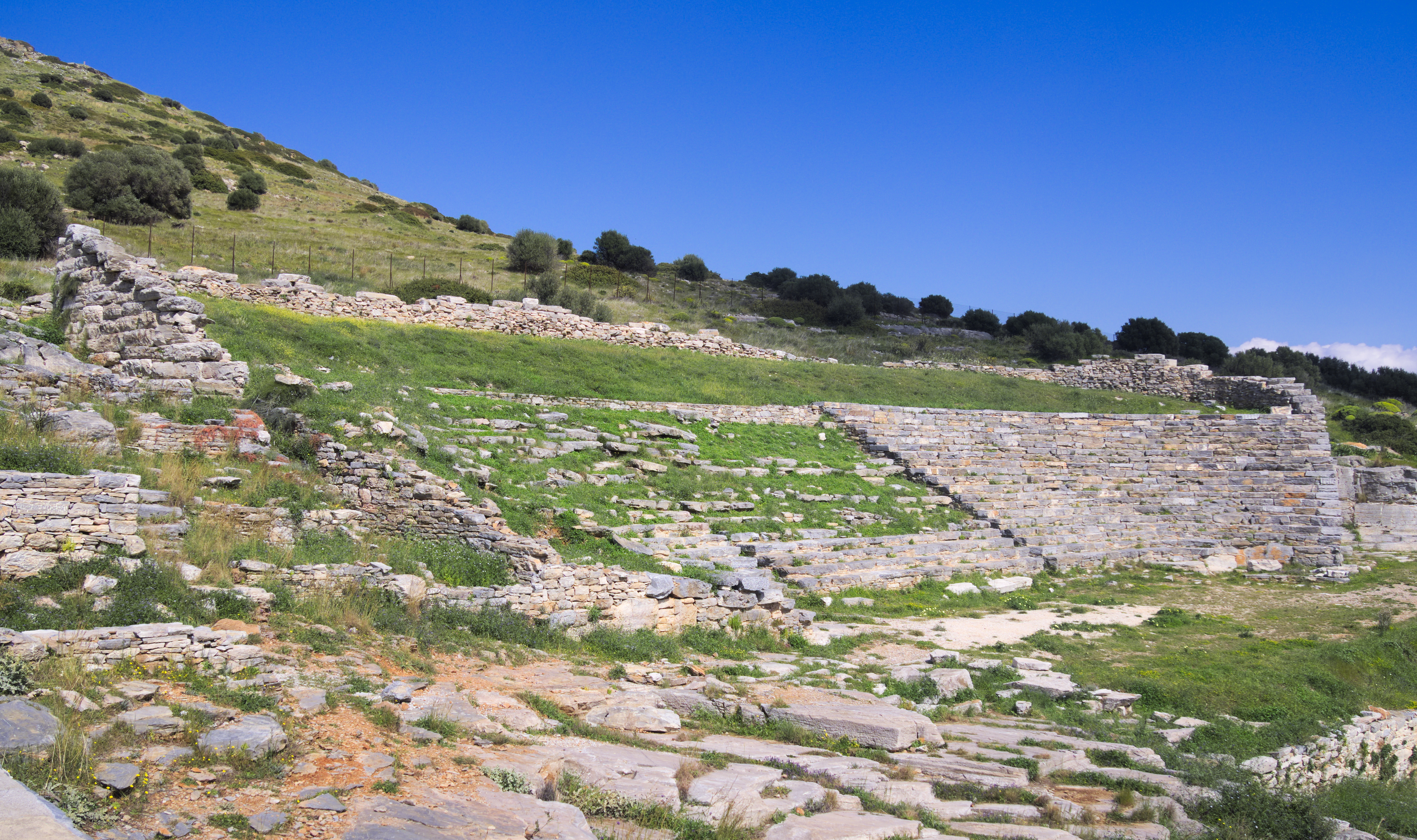
Thorikosz Színház

A Thorikosz Színház (görögül: Αρχαίο Θέατρο Θορικού), amely Lavrio északi részén helyezkedik el, egy ókori görög színház volt az attikai Thorikosz démoszban. Ez az egyik legrégebbi ismert görög színház, i. e. 525-480 körül épült. A színház szokatlan kialakítású, mert a tipikus félkör helyett hosszúkás alakú. 

## A színház története

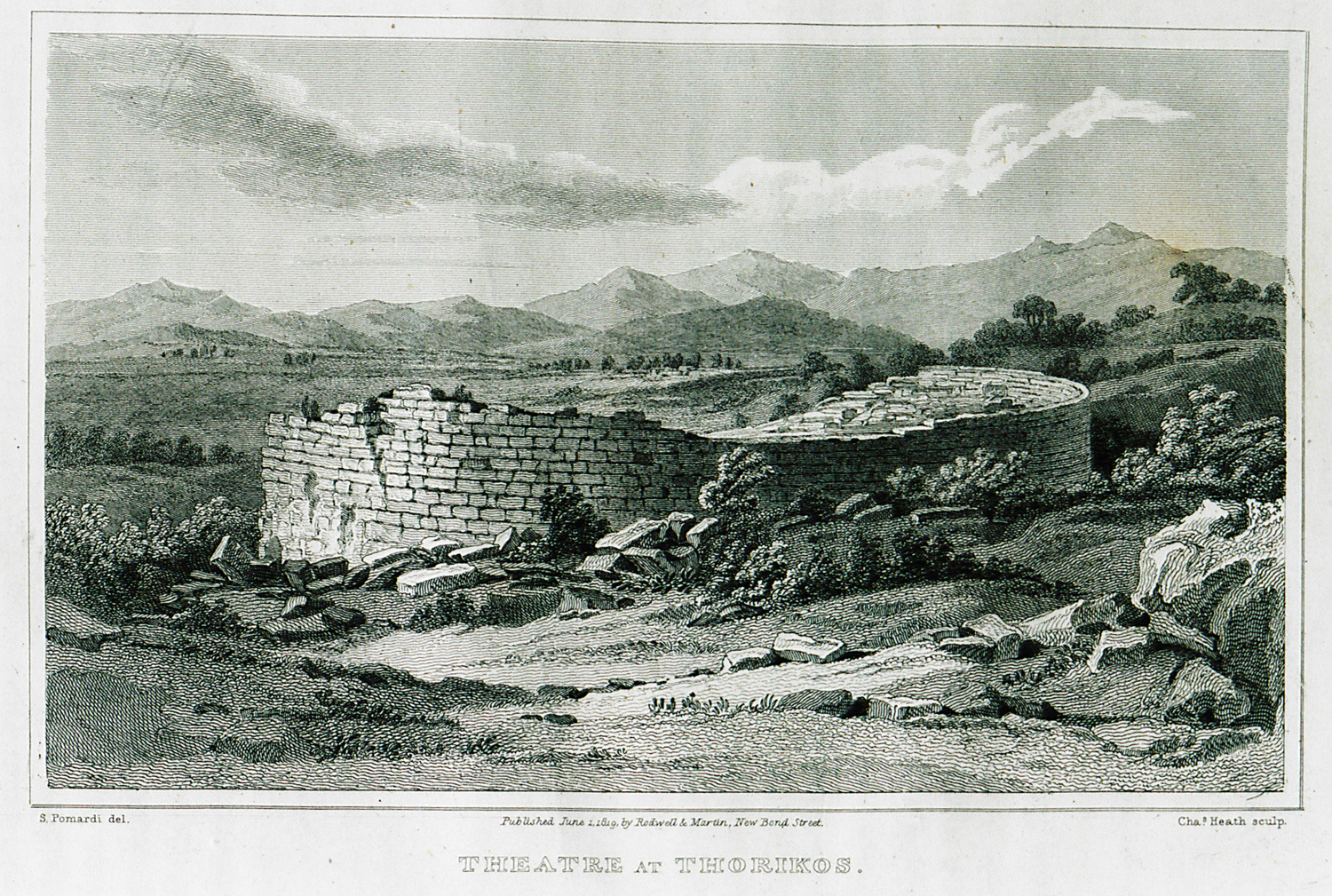
A színház rajza 1819-ben

A Thorikos színház több szakaszban épült. Az első építési szakasz az archaikus kor végére, i. e. 525-480 körülre datálható, és a színház nagyon régi görög épületnek tekinthető. 

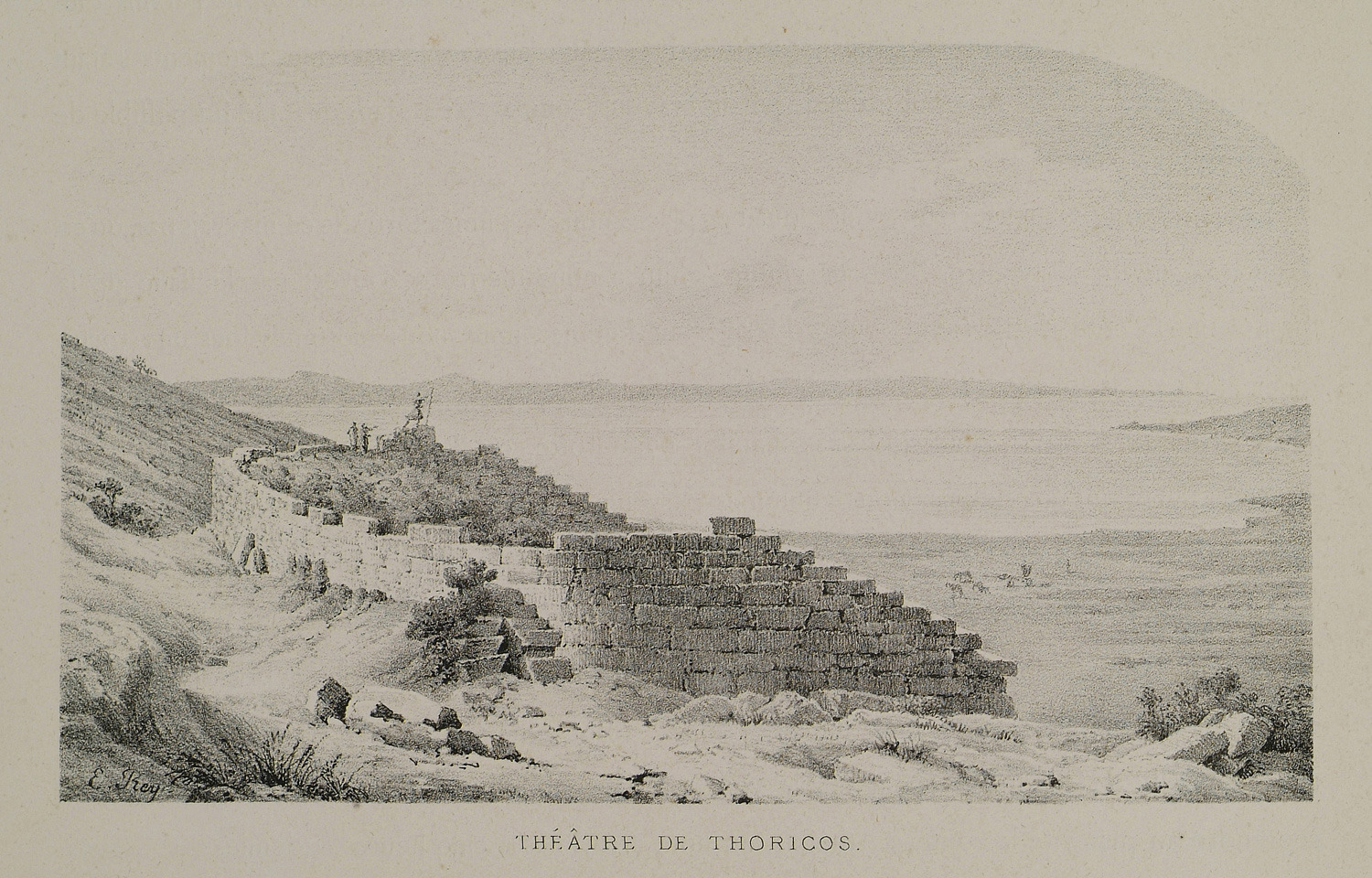
A színház reprezentációja az 1840-es években

A színház különleges formája azzal magyarázható, hogy a színházi forma kialakulása előtt épült. Újabban azzal magyarázzák a formát, hogy a színház legrégebbi részében az ülőhelyeket a színház építése után fokozatosan bővítették. A színház a Kr. e. 4. században, a klasszikus korszakban történt bővítéskor vált hosszúkássá, és már Kr. e. 300-ban is történtek félhosszúkás átalakítások.
A színház régészeti ásatásait az athéni Amerikai Klasszika Tanulmányok Iskolája végezte 1886-ban.

## Fordítás
Ez a szócikk részben vagy egészben  a   Theatre of Thorikos című angol Wikipédia-szócikk ezen változatának fordításán alapul.  Az eredeti cikk szerkesztőit annak laptörténete sorolja fel. Ez a jelzés csupán a megfogalmazás eredetét és a szerzői jogokat jelzi, nem szolgál a cikkben szereplő információk forrásmegjelöléseként.